# كرومستراين
كرومستراين Cromstrijen  هي مدينة وبلدية غرب هولندا، في مقاطعة جنوب هولندا.

## طوبوغرافيا
خريطة طوبوغرافية هولندية لبلدية كرومستراين، يونيو 2015، (تقرأ بعد ثلاث نقرات على الخريطة).